# Queenstown (África do Sul)
Queenstown, oficialmente Komani, é uma cidade no centro da província do Cabo Oriental, na África do Sul. Fundada em 1853 e atualmente é o centro comercial, administrativo e educacional do distrito agrícola circundante.

## História
Queenstown foi fundada no início de 1853 sob a direção de Sir George Cathcart, que nomeou o assentamento, e depois o forte, em homenagem à Rainha Vitória. As obras de sua conexão ferroviária com o leste de Londres, na costa, foram iniciadas pelo governo do Cabo de John Molteno em 1876, e a linha foi oficialmente inaugurada em 19 de maio de 1880.
A cidade prosperou desde a sua fundação até o período da Grande Depressão da década de 1930. Na década de 1960, a maioria da população negra foi transferida para o leste, para o município de Ezibeleni, como parte da tentativa de transferir os africanos para as chamadas "terras natais".
A área no passado sofreu desastres climáticos severos. Em 2002, a região foi atingida nevasca de grandes proporções. Então, em 2004, as áreas vizinhas do Cabo Oriental foram afetadas por ventos fortes e chuvas torrenciais. Outros desastres naturais incluem secas e incêndios florestais.

## Educação
As seguintes escolas de ensino médio atendem a cidade e áreas vizinhas:
- Hexagon High School
- Queen's College
- Get Ahead Project and College
- Queenstown Girls' High School[6]
- Hoërskool Hangklip
- Royal Academy High School
- Olivet College Private High School
- JJ Serfontein High School
- KwaKomani Comprehensive
- Maria Louw High School
- Nkwanca High School
- Luvuyo Lerumo High School
- John Noah High School
- W.B. Rubusana High School
- Bulelani High School
- Inyathi High School
- Zanabantu High School
- Kopano High School
- Mbekweni High School
- Sixishe Agricultural School

## Religião
A cidade é a sede da Diocese Católica Romana de Queenstown, centrada na Catedral de Cristo Rei. É também a sede da Diocese de Ukhahlamba da Igreja Anglicana.

## Geografia
A cidade fica às margens do Rio Komani, que faz parte da bacia hidrográfica do Grande Rio Kei, e conta com um abundante suprimento de água proveniente das montanhas escarpadas ao redor. A água é coletada na Represa Bongolo. Todos os anos, por volta do início de junho, a cidade realiza uma exposição de arte com ênfase em pinturas e esculturas.

## Clima
Queenstown tem um clima semiárido frio (BSk), que faz fronteira com um clima subtropical de terras altas (Cfb) e um clima subtropical úmido (Cfa).
| Dados climáticos para Queenstown         | Dados climáticos para Queenstown | Dados climáticos para Queenstown | Dados climáticos para Queenstown | Dados climáticos para Queenstown | Dados climáticos para Queenstown | Dados climáticos para Queenstown | Dados climáticos para Queenstown | Dados climáticos para Queenstown | Dados climáticos para Queenstown | Dados climáticos para Queenstown | Dados climáticos para Queenstown | Dados climáticos para Queenstown | Dados climáticos para Queenstown |
| Mês                                      | Jan                              | Fev                              | Mar                              | Abr                              | Mai                              | Jun                              | Jul                              | Ago                              | Set                              | Out                              | Nov                              | Dez                              | Ano                              |
| ---------------------------------------- | -------------------------------- | -------------------------------- | -------------------------------- | -------------------------------- | -------------------------------- | -------------------------------- | -------------------------------- | -------------------------------- | -------------------------------- | -------------------------------- | -------------------------------- | -------------------------------- | -------------------------------- |
| Recorde alta °C (°F)                     | 40.6 (105.1)                     | 40.0 (104)                       | 37.2 (99)                        | 34.0 (93.2)                      | 31.1 (88)                        | 26.1 (79)                        | 26.4 (79.5)                      | 31.1 (88)                        | 35.0 (95)                        | 37.8 (100)                       | 38.1 (100.6)                     | 40.0 (104)                       | 40.6 (105.1)                     |
| Média alta °C (°F)                       | 29.3 (84.7)                      | 28.7 (83.7)                      | 27.0 (80.6)                      | 23.9 (75)                        | 20.6 (69.1)                      | 18.3 (64.9)                      | 18.2 (64.8)                      | 20.2 (68.4)                      | 22.9 (73.2)                      | 24.7 (76.5)                      | 26.4 (79.5)                      | 28.6 (83.5)                      | 24.07 (75.33)                    |
| Média diária °C (°F)                     | 21.9 (71.4)                      | 21.7 (71.1)                      | 20.1 (68.2)                      | 16.6 (61.9)                      | 13.3 (55.9)                      | 10.6 (51.1)                      | 10.6 (51.1)                      | 12.4 (54.3)                      | 15.1 (59.2)                      | 17.1 (62.8)                      | 19.0 (66.2)                      | 21.1 (70)                        | 16.62 (61.93)                    |
| Média baixa °C (°F)                      | 14.5 (58.1)                      | 14.7 (58.5)                      | 13.3 (55.9)                      | 9.4 (48.9)                       | 6.0 (42.8)                       | 3.0 (37.4)                       | 2.9 (37.2)                       | 4.6 (40.3)                       | 7.3 (45.1)                       | 9.5 (49.1)                       | 11.6 (52.9)                      | 13.5 (56.3)                      | 9.19 (48.54)                     |
| Recorde baixa °C (°F)                    | 3.9 (39)                         | 3.9 (39)                         | 1.5 (34.7)                       | −1.1 (30)                        | −5.5 (22.1)                      | −6.7 (19.9)                      | −7.5 (18.5)                      | −6.7 (19.9)                      | −3.8 (25.2)                      | −1.7 (28.9)                      | 0.1 (32.2)                       | 3.0 (37.4)                       | −7.5 (18.5)                      |
| Média precipitação mm (pol.)             | 77 (3.03)                        | 88 (3.46)                        | 83 (3.27)                        | 40 (1.57)                        | 24 (0.94)                        | 14 (0.55)                        | 13 (0.51)                        | 16 (0.63)                        | 26 (1.02)                        | 40 (1.57)                        | 58 (2.28)                        | 72 (2.83)                        | 551 (21.66)                      |
| Média de dias de precipitação (≥ 0.1 mm) | 10.6                             | 11.0                             | 11.0                             | 7.3                              | 5.4                              | 3.0                              | 3.0                              | 3.6                              | 4.5                              | 8.2                              | 8.6                              | 9.0                              | 85.2                             |
| Média umidade relativa (%)               | 64                               | 68                               | 68                               | 66                               | 62                               | 58                               | 54                               | 52                               | 56                               | 61                               | 64                               | 62                               | 61.3                             |
| Fonte: Deutscher Wetterdienst            |                                  |                                  |                                  |                                  |                                  |                                  |                                  |                                  |                                  |                                  |                                  |                                  |                                  |